# Carl Conjola

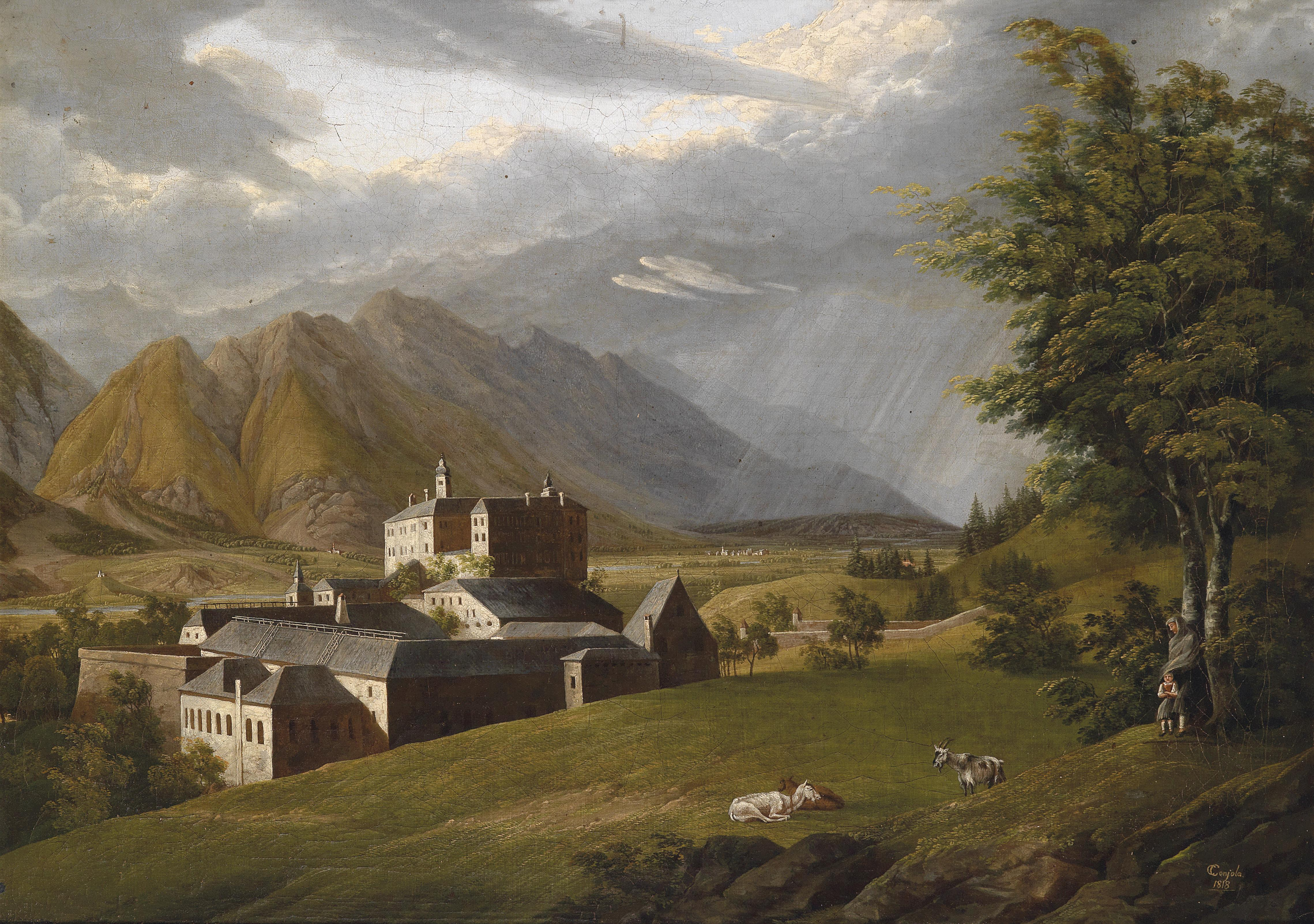
Schloss Ambras 1818

Carl Conjola (* 5. Februar 1773 in Mannheim; † 19. November 1831 in München) war ein deutscher Landschaftsmaler.
Carl Conjola sollte ursprünglich Wissenschaften studieren, entschied sich aber für das Studium der Malerei. Unterstützt durch Kurfürst Karl Theodor (Pfalz und Bayern) studierte er in München bei Johann Jakob Dorner dem Älteren. Er unternahm viele Studienreisen durch Deutschland, Italien und die Schweiz, besuchte oft Tirol.
Am 16. Februar 1824 wurde Carl Conjola zum Ehrenmitglied der Münchner Akademie gewählt.
Seine Werke wurden oft im Münchner „Gesellschaftsblatt für gebildete Stände“ erwähnt.